# پوینت گارد
پوینت گارد (انگلیسی: Point guard) یا گارد رأس یا پست یک یکی از پنج پست در یک بازی بسکتبال است. این پست احتمالاً اختصاصی‌شده‌ترین پست در بازی بسکتبال است. بازیکن پوینت گارد وظیفه سرعت بخشیدن به حملات تیمش را با کنترل صحیح توپ و رساندن آن به بهترین بازیکن در بهترین زمان ممکن دارد. مهم‌تر از همه، پوینت گارد باید قابلیت درک و پیاده‌سازی نقشه مربی را در زمین داشته باشد؛ در این صورت، می‌توان این پست را با پست کوارتربک در فوتبال آمریکایی یا بازیساز در فوتبال مقایسه کرد.
یک پوینت گارد، همچون دیگر بازیکنان در زمین بسکتبال، وظایف مشخصی را به عهده دارد. وظیفه پوینت گارد این است که برای هم‌تیمی‌های خود موقعیت‌های امتیازگیری ایجاد کند یا خود به سمت حلقه حمله کند. لی روز (Lee Rose) همچنین از پوینت گارد به عنوان «مربی درون زمین» تعبیر کرده، کسی که می‌تواند توپ را کنترل کند و موقعیتها را بین بازیکنان دیگر تیم پخش کند. این شامل آماده‌سازی و پیاده‌سازی نقشه‌ها روی زمین، رساندن توپ به بازیکن حاضر در بهترین موقعیت و کنترل سرعت بازی است.
یک پوینت گارد باید بتواند تشخیص دهد که چه موقع یک ضدحمله را آغاز کند و چه موقع باید شرایط آرام‌تر و فکر شده تری را برای تیم مهیا کند. پوینت گاردها همچنین باید بتوانند بخوبی به طریق گفتاری، هم‌تیمی‌های خود را درون زمین رهبری کنند. این بازیکنان باید در هر لحظه زمان باقی‌مانده از بازی، زمان باقی‌مانده از ۲۴ ثانیه اقدام، تعداد وقت استراحت‌های باقی‌مانده از هر تیم و … را بخاطر بسپارد.
در میان بازیکنان بلندقدتری که در پست پوینت گارد بسیار موفق بوده‌اند می‌توان از مجیک جانسون با قد ۲٫۰۶ متر نام برد که توانست سه بار جایزه با ارزش‌ترین بازیکن فصل ان بی ای را از آن خود کند. از دیگر پوینت گاردهایی که توانستند به این جایزه دست یابند می‌توان به درک رُز، باب کوزی، اسکار رابرتسون، استفن کری (ده بار) و استیو نش (دو بار) اشاره کرد. در اتحادیه ملی بسکتبال، قد بازیکنان این پست در حدود ۱٫۹۶ متر یا کمتر (به‌طور میانگین ۱٫۹۰ متر) است. در حالیکه قد بلندتر به عنوان یک مزیت برای این بازیکنان مطرح می‌شود، این عامل به اندازه عواملی چون آگاهی از موقعیت بازی، چابکی و مهارت‌های بال هندلینگ اهمیت ندارد. بازیکنان کوتاه قد تر، به دلیل آنکه هنگام دریبل زدن به زمین نزدیک ترند، به‌طور معمول از مهارت بال هندلینگ بهتری برخوردارند.